# بيلة كيتونية
البيلة الكيتونية (بالإنجليزية: Ketonuria)‏ هي حالة طبية تتواجد فيها أجسام الكيتون في البول.

## الأسباب
- تشوهات التمثيل الغذائي مثل مرض السكري، أو بيلة سكرية كلوية، أو مرض تخزين الجليكوجين.
- الحالات الغذائية مثل الجوع والصيام والوجبات الغذائية منخفضة الكربوهيدرات والقيء لفترات طويلة وفقدان الشهية بما في ذلك بسبب التقيؤ الحملي.
- الحالات التي يتم فيها زيادة التمثيل الغذائي، مثل فرط نشاط الغدة الدرقية أو الحمى أو الحمل أو الإرضاع.

في الأشخاص غير المصابين بالسكري، قد تحدث البيلة الكيتونية أثناء المرض الحاد أو الإجهاد الشديد. ما يقرب من 15 ٪ من المرضى في المستشفى قد يعانون من بيلة كيتونية، على الرغم من أنهم لا يعانون من مرض السكري. في مرضى السكري، تشير أجسام الكيتون في البول إلى أن المريض لا يخضع للسيطرة الكافية وأنه يجب إجراء تعديلات على الأدوية أو النظام الغذائي أو كليهما على الفور. في المرضى غير المصابين بالسكري، تعكس البيلة الكيتونية انخفاض التمثيل الغذائي للكربوهيدرات وزيادة التمثيل الغذائي للدهون.

## التشخيص

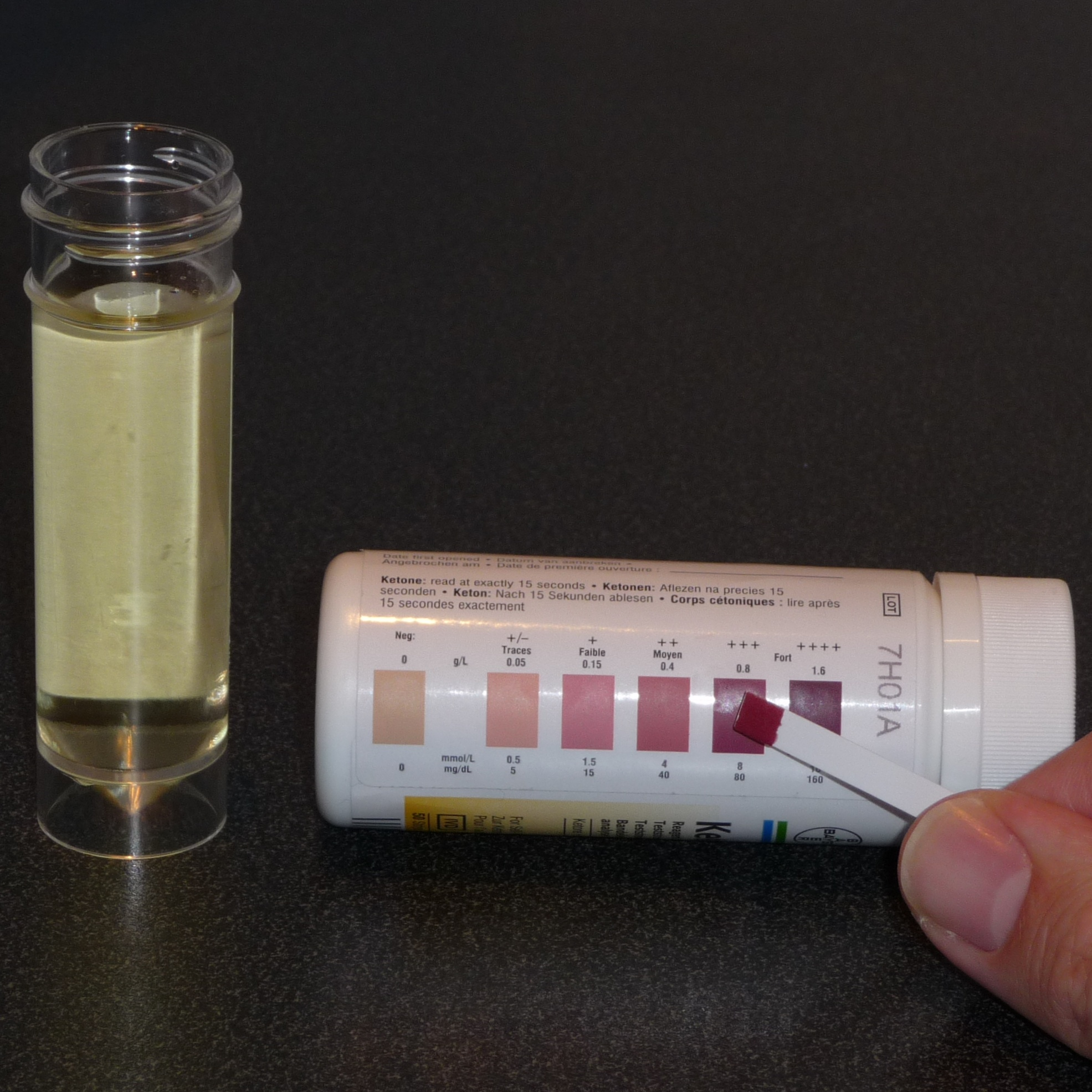

تقوم مجموعة متنوعة من الشركات بتصنيع شرائط فحص الكيتون. يتكون الشريط من قطعة رقيقة من فيلم بلاستيكي أكبر قليلاً من عود الثقاب، مع وسادة كاشف على أحد طرفيها إما مغموسة في عينة البول أو تمريرها عبر التيار أثناء إفراغ المستخدم. يُسمح للوسادة بالتفاعل لفترة محددة ومحددة من الوقت (يوصى باستخدام ساعة توقيت لتوقيت ذلك بالضبط وتجاهل أي تغيير ناتج في اللون بعد الوقت المحدد)؛ ثم تتم مقارنة اللون الناتج إلى مخطط تظليل متدرج يشير إلى نطاق الكشف من الوجود السلبي للكيتونات إلى كمية كبيرة. في حالة الحماض الكيتوني السكري الشديد، قد يقلل تفاعل ديبستيكس المبني على نتروبروسيد الصوديوم من مستوى أجسام الكيتون في الدم. هو حساس للأسيتو أسيتات فقط، ويتم تحويل نسبة بيتا هيدروكسي بيوتيريك إلى أسيتو أسيتات من القيمة الطبيعية التي تبلغ حوالي 1: 1 إلى حوالي 10: 1 في ظل ظروف الكيتو أسيتات الشديدة، بسبب تغير بيئة الأكسدة والاختزال في الكبد. وبالتالي فإن قياس الأسيتو أسيتات وحده سيقلل من تقدير بيتا هيدروكسي بوتيرات المصاحب إذا تم تطبيق عامل التحويل القياسي.
| قيمة البول | تعيين              | تركيز مصل الدم التقريبي  | تركيز مصل الدم التقريبي     |
| قيمة البول | تعيين              | مج/دل                    | مليمول / لتر                |
| ---------- | ------------------ | ------------------------ | --------------------------- |
| 0          | سلبي               | مجال مرجعي : 0.5-3.0     | 0.05-0.29                   |
| 1+         |                    | 5 (انحراف ربيعي: 1-9)    | 0.5 (انحراف ربيعي: 0.1–0.9) |
| 2+         | بيلة كيتونية       | 7 (انحراف ربيعي: 2-19)   | 0.7 (انحراف ربيعي: 0.2–1.8) |
| 3+         |                    | 30 (انحراف ربيعي: 14-54) | 3 (انحراف ربيعي: 1.4–5.2)   |
| 4+         | بيلة كيتونية شديدة | -                        | -                           |